# Witham Friary
Witham Friary est une paroisse civile et un village du Somerset, en Angleterre.